# Toby Bailey
John Garfield "Toby" Bailey (Los Ángeles, California, 19 de noviembre de 1975) es un exbaloncestista estadounidense que mide 1,98 metros y jugaba en la posición de alero.

## Biografía
Bailey tuvo una brillante carrera en el baloncesto universitario estadounidense, siendo parte del plantel de los UCLA Bruins que conquistaron el título de la División I de la NCAA en 1995. Fue electo como parte del equipo ideal de la Pac-10 Conference en 1996, 1997 y 1998.
Se presentó al Draft de la NBA de 1998, donde  fue elegido por Los Angeles Lakers en la segunda ronda. Sin embargo la franquicia traspasó sus derechos a los Phoenix Suns, equipo con el que jugaría 73 partidos en la NBA entre 1998 y 2000.
Sin ofertas de la máxima categoría del baloncesto profesional estadounidense, Bailey aceptó jugar para Los Angeles Stars de la recientemente creada ABA. Allí tendría como compañeros a Ed O'Bannon y Tony Farmer entre otros jugadores (la mayoría de ellos de origen californiano).
En 2001 partió rumbo a Europa, compitiendo en ligas de Italia, Grecia y Bélgica.
Se unió al equipo chino Beijing Olympians a comienzos de 2007. Poco después retornaría a su país para competir en la International Basketball League como parte de los Santa Barbara Breakers.
Tras esa experiencia regresó a Europa, donde jugaría en equipos alemanes y españoles.